# Dandie Dinmont-terrier
A Dandie Dinmont-terrier a kutyák terrier családjába tartozó skót kutyafajta. Teste nagyon hosszú, lábai rövidek, a feje tetején pedig jellegzetes fejdísz alakzatban nő a haja. A fajta Sir Walter Scott Guy Mannering című regényének egyik szereplője után kapta a nevét. A modern faj létrehozója James Davidson volt. Davidson kutyájának az ősei a környéken élő családok, így a Holystone-ban élő családok terrier kutyái voltak.
Annak ellenére, hogy az Egyesült Királyságban három fajtaklub is foglalkozik velük, a The Kennel Club által megjelentetett Sebezhető Hazai Fajták könyvében szerepel. Ennek az oka az évente regisztrált kiskutyák alacsony száma. A kutyák barátságosak, de edzettek, így idősebb gyermekekkel lehet együtt hagyni. Az átlagosnál gyakrabban betegszik meg rákban.

## Története

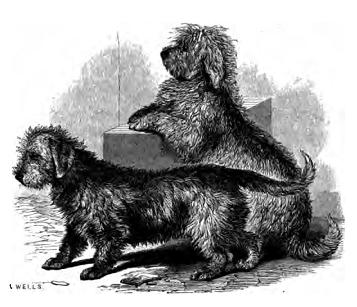
Két Dandie Dimmont-terrier ábrázolása 1859-ből.

A faj eredete Anglia és Skócia határmegyéiben az 1600-as években élő, és borzokra, valamint vidrákra vadászó terrierekig vezethető vissza. Bár pontos eredetük nem ismert, az bizonyosnak tűnik, hogy közük van az 1700-as években Holydstone-ban élő Allanek kutyáihoz. Ezek valószínűleg a border terrierek egyik fajtájához tartoztak. A család feje a közeli Gerlinghamben született Willie "Piper" Allen volt. műléggyel horgászott, és azért tartott kutyákat, hogy segítsenek neki előhívni a vidrákat. Kutyái annyira ismertté váltak, hogy Lord Ravensworth is kölcsönvette őket az Eslington Parkban lévő otthonába, hogy pusztítsák el az ott élő vidrákat. Lord Ravensworth ezután sikertelenül próbálta megvenni. Willie Piper 1779. február 18-án halt meg. Kutyáit ezután fia, James gondozta. Utána James fia örökölte a kutyákat, aki az egyik kutyát a határ skót oldaláról, Town Yetholmból érkező Francis Sommer úrnak eladta "Old Pepper" nevű kutyáját. Old Pepper Willie Allen kedvenc kutyájának, a Lord Ravensworth birtokán is szolgáló kutyának az egyik leszármazottja volt.
A fajta egészen 1814-ig ismeretlennek számított a határvidék területein kívül. Ekkor jelent meg Sir Walter Scott Guy Mannering című regénye. Scott Selkirkshire serifjeként töltött itt huzamosabb időt, és ekkor ismerkedett meg a rókák és vidrák elejtésére specializált állattal. A Guy Mannering írása közben megalkotta "Dandie Dinmont" karakterét, akinek több terrirje is volt. "Pepper" és "Mustard" a szőrük színe alapján kapták a nevüket. Dinmont karakterének alapja egy élő farmer, James Davidson volt, aki teriereket tartott. Ő valójában ilyen módszerrel adott nevez az állatainak. Davidson kutyái több helyről származtak, és voltak közöttük Allan, Anderson és Faas kutyáinak leszármazottai is. Davidson lejegyezte a keverést, és ennek köszönhetően őt tartják a fajta első gazdájának.

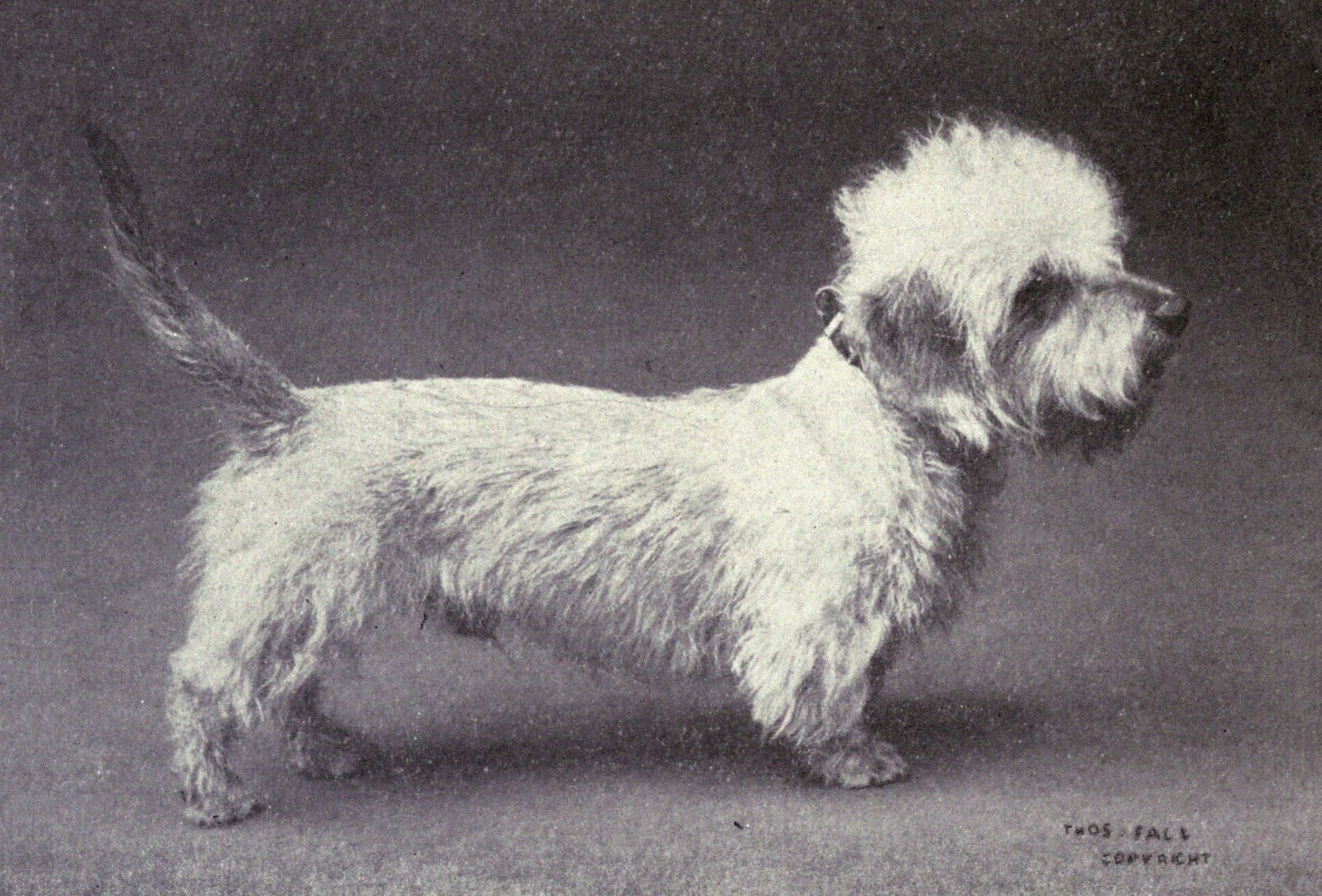
Dandie Dinmont-terrier 1915 körül

Az 1800-as években több más fajjal is keresztezték, és így kerülhettek a fajta tulajdonságai közé a tacskókra jellemző vonások. Ennek ellenére néhány tenyésztő még ma is foglalkozik a keresztezés előtti fajta tenyésztésével. A tacskóval történt keresztezés múltbéli lehetőségével először John Henry Walsh állt elő "Stonehenge" néven megírt tanulmányában. Korának több tenyésztője is visszautasította ezt. Az 1800-as évek közepén népszerű fajnak számított, és Scott műve nyomán egyre több helyen használták a vadászatok sikerességéhez. Ez mindmáig az egyetlen kutyafajta, mely egy képzeletbeli hősről kapta a nevét. Ekkortájt keletkeztek azok a feljegyzések, melyek szerint a fajnak köze van a bedlington terrier kitenyésztéséhez.

## Leírás
A fajtának hosszú teste rövid lába és a skót kutyáknál szokatlanul lelóg a füle. A nyakuk izmos. Átlagos marmagasságuk 20–28 cm (8-11 inch) súlyuk 8.2–11 kg. A fajta kétféle színváltozatban fordulhat elő a "paprika" és a "mustár". Átlagba 10-13 évig élnek. A fajta általában barátságos de a tenyésztők csak nagyobb gyerekek mellé ajánlják.

## Fordítás
- Ez a szócikk részben vagy egészben  a   Dandie Dinmont Terrier című angol Wikipédia-szócikk fordításán alapul.  Az eredeti cikk szerkesztőit annak laptörténete sorolja fel. Ez a jelzés csupán a megfogalmazás eredetét és a szerzői jogokat jelzi, nem szolgál a cikkben szereplő információk forrásmegjelöléseként.